# Skyforge
Skyforge è un MMORPG sviluppato da Allods Team, in collaborazione con Obsidian Entertainment e pubblicato da My.com. Il progetto è stato sviluppato nel 2010 e la prima closed beta è stata avviata per alcuni giocatori selezionati nel marzo 2015 per la piattaforma Microsoft Windows, successivamente il gioco è stato distribuito su altre piattaforme come PlayStation 4 e Xbox One nel 2017.
Il gioco è disponibile sia in Europa sia nel Nord America ed è tradotto in lingua francese e tedesco, oltre all'inglese.

## Trama
Nell'universo di Skyforge, gli dei acquisiscono la loro potenza dai loro seguaci. Il pianeta Aelion era una volta un mondo libero e protetto dal grande dio Aeli, che aiutò la civiltà a prosperare. Aeli sparì, lasciandosi dietro un mondo di persone protetti solamente da immortali e dai restanti divinità minori a contrastare gli attacchi dei nemici, a causa della mancata protezione del grande dio Aeli. Quando si incomincia a giocare, il giocatore si ritrova nella capitale di Aelion, dove un soldato parla con Herida, dea e consigliera degli immortali.
Il giocatore poi racconta la sua storia alla dea: lui e altri soldati stavano salvando i civili in un villaggio invaso dai Vird, creature malvagie che infestano diversi territori, quando il Mietitore della Morte fece scattare la sua trappola e attaccò con il suo grande esercito, uccidendo tutti. Come unico sopravvissuto è il giocatore il quale prima di perdere i sensi sconfigge il Mietitore. Dopo aver scelto la classe d'inizio e aver seguito le guide di combattimento, addestramento, tutorial e personalizzazione del personaggio, il giocatore inizia ad avventurarsi nelle missioni di combattimento intorno a Aelion, combattendo contro i Vird, Banditi, Mecha e molto altri ancora.

## Modalità di gioco
In Skyforge, i giocatori  assumono il ruolo di immortali con incredibili potenzialità combattendo per proteggere il loro mondo da eserciti di divinità ostili e qualche volta diventando egli stessi delle divinità. Il progresso del personaggio non si basa sui livelli come i tradizionali giochi di ruolo, invece viene adottato un sistema di "prestigio" il quale consente l'avanzamento delle statistiche del personaggio. Questo consente ai giocatori di sviluppare e cambiare nelle diverse classi in qualsiasi momento, piuttosto che essere concentrati in una delle prime classi di gioco come negli altri MMO. Quanto più prestigio si ha, tanti contenuti, equipaggiamenti e seguaci saranno sbloccati.
Una volta raggiunta la modalità divinità, si sbloccherà un ulteriore sistema di progressione che consente agli utenti di gestire i propri seguaci per aumentare la potenza complessiva del loro personaggio. Ci sono molte avventure e luoghi che consento al giocatore di essere visitati per tutto il pianeta di Aelion. La capitale funge da centro dell'intero mondo al quale sono presenti 3 diverse ambienti: l'Osservatorio Divino, dove i giocatori possono viaggiare nelle diverse avventure o visitare alcuni luoghi attraverso l'utilizzo dell'ologramma del globo, il Centro di Ricerca dove i giocatori possono allenarsi, provare nuove classi e cambiare l'aspetto del proprio personaggio e infine il Parco, dove principalmente possono partecipare agli eventi. L'Osservatorio Divino consente ai giocatori di entrare nella modalità Player versus player (PvP). Ci sono diversi luoghi, come Dankit Island, Lanber Forest, Isola Digs e molti altri. Ogni ambiente spesso ha numerosi oggetti, molti nemici e una piccola storia, come ad esempio combattere i nemici che hanno rapito ricercatori e molto altro.

### Classi
Le classi presenti nel gioco sono suddivise come segue:
| Difesa      | Supporto    | Attacco energetico   | Attacco corpo a corpo | Attacco a distanza |
| ----------- | ----------- | -------------------- | --------------------- | ------------------ |
| Grovewalker | Alchimista  | Cryomancer           | Berserker             | Arciere            |
| Cavaliere   | Lightbinder | Kinetic              | Monaco                | Artigliere         |
| Paladino    | Soundweawer | Assassino            | Revenant              | Bandito            |
|             |             | Strega               | Ninja                 |                    |
|             |             | Firestarter/piromane |                       |                    |

### PVP e PVE
Nel gioco sono presenti le classiche modalità di combattimento PVP e PVE, quest'ultimo consiste nell'eseguire principalmente le quest fornite dai bastion (presenti nelle province) e possono essere svolti in modalità singleplayer oppure con gruppi da 3,5 o 10 giocatori e anche dalle direttive tramite il concilio degli dei, in cui al completamento di tali missioni si hanno delle ricompense molto cospicue. Dopo alcuni aggiornamenti, il team di sviluppo ha incentrato diverse modifiche per il sistema PVP, inserendo l'evento giornaliero "Happy Hour", dove sono aumentate le retribuzioni e infine la Battle Royale.

## Sviluppo

### Distribuzione dei contenuti
I file d'installazione vengono scaricati attraverso un client peer-to-peer. In questo modo ciascuna persona partecipa alla distribuzione dei file per tutti gli altri utenti riducendo il tempo di distribuzione e aumentando simultaneamente la banda.
Skyforge è caratterizzato da uno status premium opzionale e da un cash shop per consentire il pagamento di determinati articoli, come bonus extra e altri elementi per potenziare le statistiche del personaggio. Attualmente sono stati pubblicati 3 pacchetti fondatore che hanno consentito l'accesso immediato ai beta test svolti, insieme a una varietà di altri premi.
È possibile scaricare e installare il gioco attraverso la piattaforma Steam, il quale offre alcuni ulteriori contenuti.

## Accoglienza
Premi
- "Miglior Show" da TenTonHammer[5]